# Jo Anne Worley
Jo Anne Worley (Lowell, 6 settembre 1937) è un'attrice e doppiatrice statunitense.
Terza di cinque fratelli, è stata sposata dal 1975 al 2000 con l'attore Roger Perry.

## Filmografia parziale

### Cinema
- Quello strano cane... di papà (The Shaggy D.A.), regia di Robert Stevenson (1976)

### Televisione
- Capitan Nice (Captain Nice) – serie TV, episodio 1x14 (1967)
- L'uomo da sei milioni di dollari (The Six Million Dollar Man) – serie TV, episodio 1x02 (1974)
- Love Boat - soap opera, 4 episodi (1978-1987)
- La signora in giallo (Murder, She Wrote) – serie TV, episodio 1x13 (1985)
- Sabrina, vita da strega (Sabrina, the Teenage Witch) – serie TV, 1 episodio (1998)
- I maghi di Waverly (Wizards of Waverly place) - serie TV, episodio 2x17 (2009)
- Bones - serie TV, episodio 6x18 (2011)
- Jessie – serie TV, episodio 1x06 (2011)
- The Middle - serie TV, episodio 3x21 (2012)

### Doppiaggio
- Braccio di Ferro - serie animata, 3 episodi (1981) - voce del Serg. Bertha Blast
- DuckTales - serie animata, episodio 3x04 (1989) - voce di Bouffan Beagle
- La bella e la bestia, regia di Gary Trousdale e Kirk Wise (1991) - voce del guardaroba
- La Pantera Rosa (The Pink Panther) - serie animata, 59 episodi (1993-1996)
- In viaggio con Pippo , regia di Kevin Lima (1995) - voce di Miss Maples
- Il mondo incantato di Belle, registi vari (1998) - voce del guardaroba
- Kim Possible - serie animata, episodio 1x05 (2002) - voce della Sig.ra Rockwaller

## Doppiatrici italiane
Nelle versioni in italiano delle opere in cui ha recitato, Jo Anne Worley è stata doppiata da:
- Anna Miserocchi in Quello strano cane... di papà
- Anna Teresa Eugeni ne La signora in giallo
- Cristina Piras in The Middle

Da doppiatrice, è stata doppiata da:
- Aurora Cancian in In viaggio con Pippo, Il mondo incantato di Belle
- Didi Perego in La bella e la bestia